# Liste der Aussichtstürme im Kanton Aargau
Die folgende Liste von Aussichtstürmen enthält Bauwerke des Kantons Aargau, welche über für den Publikumsverkehr zugängliche Aussichtsmöglichkeiten verfügen.
| Bild                        | Name des Turms              | Gemeinde         | Baujahr | Gesamthöhe | Plattformhöhe | Bauwerkstyp               | ZoomViewer Panoramabild |
| --------------------------- | --------------------------- | ---------------- | ------- | ---------- | ------------- | ------------------------- | ----------------------- |
| Baldegger Restaurantturm    | Baldegger Restaurantturm    | Baden            | 1905    | 12 m       |               | Mauerziegel               |                         |
| Baldegger Wasserturm        | Baldegger Wasserturm        | Baden            | 1985    | 38 m       |               | Beton                     |                         |
| Cheisacherturm              | Cheisacherturm              | Gansingen        | 2010    | 25 m       | 24 m          | Holzturm                  |                         |
| Cly Rhy Auen Turm           | Chly Rhy Auen Turm          | Rietheim         | 2015    | 9 m        | 5 m           | Holzturm                  |                         |
| Esterliturm                 | Esterliturm                 | Lenzburg         | 1974    | 48 m       | 45 m          | Stahlbeton                |                         |
| Hasenbergturm               | Hasenbergturm               | Widen            | 2021    | 40 m       | 36 m          | Holzturm                  |                         |
| Hombergturm                 | Hombergturm                 | Reinach          | 1910    | 17 m       |               | Betonfachwerkkonstruktion |                         |
| Klingnauer Beobachtungsturm | Klingnauer Beobachtungsturm | Böttstein        | 2003    | 10 m       |               | Holzturm                  |                         |
| Ruine Laufenburg            | Ruine Laufenburg            | Laufenburg       | 1180    | 15 m       | 13 m          | Stein                     |                         |
| Maiengrünturm               | Maiengrünturm               | Hägglingen       | 1929    | 35 m       |               | Stahlkonstruktion         |                         |
| Sonnenbergturm              | Sonnenbergturm              | Möhlin Maisprach | 1913    | 21 m       |               | Jurakalkstein             |                         |
| Turmhotel Bad Zurzach       | Turmhotel Bad Zurzach       | Zurzach          | 1964    | 62 m       | 57 m          | Beton                     |                         |

Siehe auch: Liste von Aussichtstürmen in der Schweiz